# Deșteaptă-te, române!
Deșteaptă-te, române! (IPA: [deʃˈte̯aptəte roˈmɨne]; in italiano: "Risvegliati, romeno!") è un canto patriottico rumeno, inno nazionale della Romania dal 1990
Inizialmente noto come Un răsunet, marșul anului revoluţionar 1848 (in italiano: "Un risuono, marcia dell'anno rivoluzionario 1848") o Un răsunet(IPA: [un.rəˈsunet]; anche scritto Unu răsunetu), venne pubblicato in 11 strofe per la prima volta nel 1848 da Andrei Mureșanu, mentre Anton Pann è generalmente considerato l'autore della melodia, sebbene vi siano altre fonti che attestano compositori diversi.
Molto popolare fin dal suo esordio, il canto venne fortemente limitato sotto il governo comunista, per poi diventare il simbolo del dissenso nei confronti del regime e della rivoluzione romena.
È celebrato ufficialmente il 29 luglio con la giornata dell'inno nazionale della Romania.

## Storia

### Origine

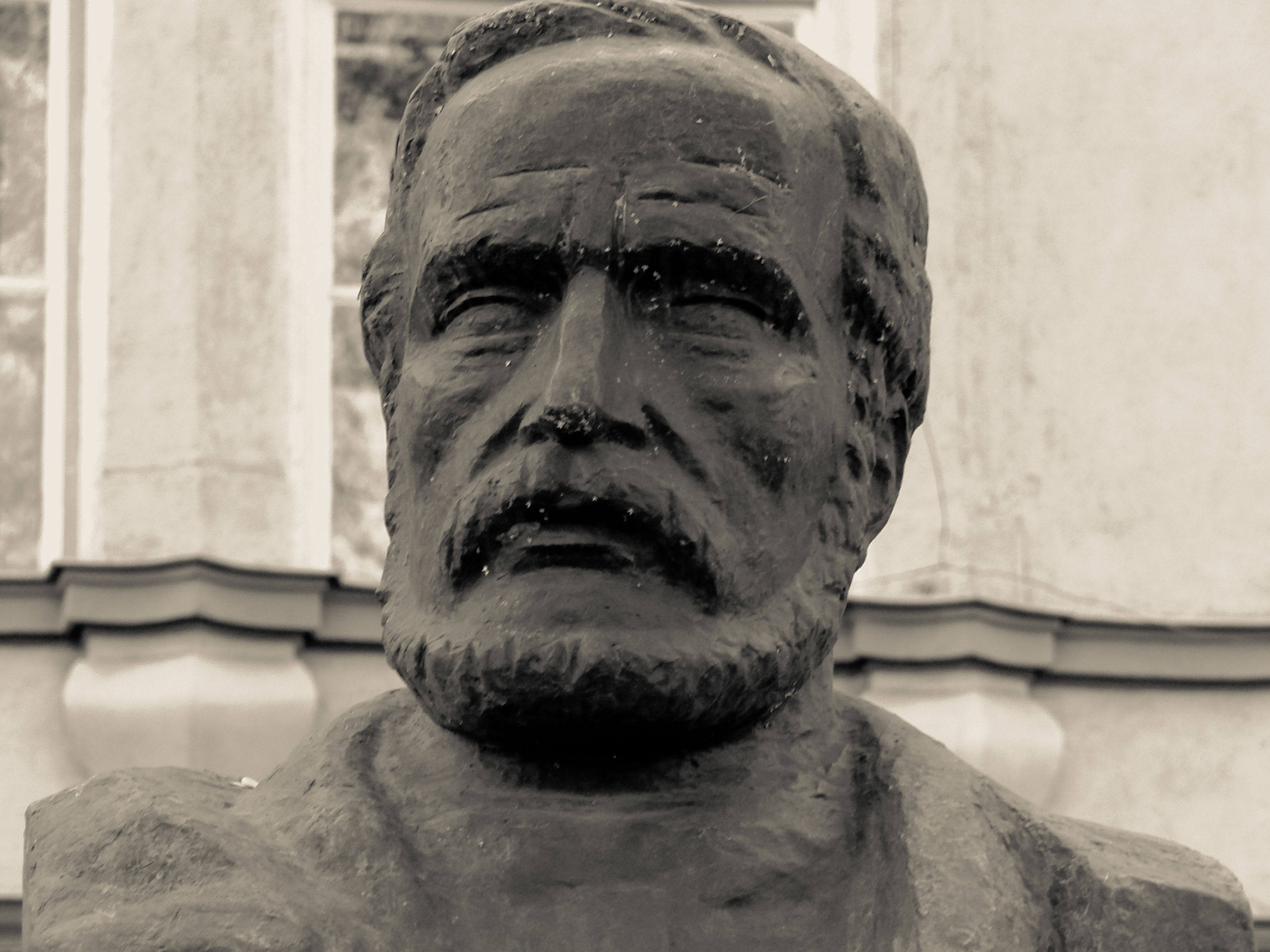
Statua di Andrei Mureșanu, autore del testo dell'inno

Il testo di Deșteaptă-te, Române! venne scritto nel 1848 dal poeta transilvano Andrei Mureşanu, il quale compose l’inno poco dopo la conferenza dei rivoluzionari valacchi e moldavi (l'Adunarea naţională de la Blaj) tenutasi a Braşov a maggio, nel pieno del risveglio nazionale romeno alimentato dalle rivoluzioni del ‘48. Secondo la moglie di Mureşanu, Susana, il poeta, dopo un incontro tra intellettuali, passò una notte insonne seduto allo scrittoio, intento a scrivere le strofe di un canto patriottico. Il componimento (con come titolo “Unu răsunetu”) venne poi pubblicato il 21 giugno sui “Foaie pentru minte, inimă şi literatura”, dopo esser passato sotto la censura dell’abate Kovacs Antal.
Se da una parte si è certi della paternità del testo, non si può dire lo stesso della musica: secondo una versione generalmente accettata (e ritenuta corretta dallo Stato romeno), per trovare una melodia all'inno Mureşanu avrebbe chiesto consiglio a Gheorghe Ucenescu, un cantante presso una chiesa di Braşov, il quale gli avrebbe cantato molte melodie, finché Mureşanu non avrebbe mostrato interesse verso un'opera di Anton Pann, "Din sânul maicii mele", ritenendola più adatta ai suoi versi. Altre fonti, tuttavia, non dànno credito alla versione di Ucenescu (il quale si era definito, in un manoscritto, "autore morale" della musica), sostenendo che la melodia sia stata ripresa da un motivo musicale popolare in quegli anni, mentre altri ancora indicano come compositore lo stesso Mureşanu.

### Dai moti del '48 alla seconda guerra mondiale

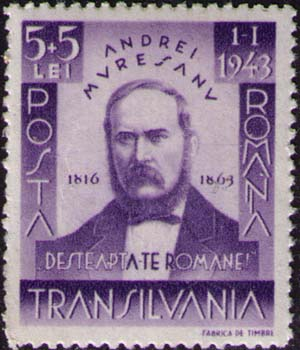
Francobollo romeno del 1943 raffigurante Andrei Mureşanu e la scritta "Deșteaptă-te, Române!"

Deșteaptă-te, Române! venne cantato in pubblico per la prima volta il 29 luglio 1848 a Râmnicu Vâlcea, all'epoca nel principato di Valacchia, poco dopo lo scoppio della rivoluzione in quelle terre. All'esecuzione parteciparono anche Anton Pann e i suoi allievi, evento che a posteriori fu interpretato da alcuni come prova della paternità della melodia. L'inno si diffuse rapidamente tra i rivoluzionari romeni, tanto da essere definito da Nicolae Bălcescu "la Marsigliese romena".
Col l'unione dei principati romeni, venne adottato come inno Măriei-Sale Prinţul Domnitor; ciononostante Deșteaptă-te, Române! continuò ad essere molto apprezzato, rimanendo tra i canti più comuni della guerra d'indipendenza romena. La prima registrazione sonora dell'inno risale al tempo di Carlo I. Con l'elevazione della Romania a Regno, nel 1881, venne scelto come inno Trăiască Regele, composto da Eduard Hübsch.
A cavallo tra XIX e XX secolo, Deșteaptă-te, Române! aveva molta popolarità non solo nel Regno di Romania, ma anche negli altri territori di lingua romena, come la Transilvania e la Bessarabia. Quando quest'ultima si proclamò indipendente nel 1917 col nome di Repubblica Democratica Moldava, venne scelto come inno nazionale Deșteaptă-te, Române!. L'inno rimase ufficiale fino al 1918, quando la Repubblica si unì al Regno di Romania.
Altro momento di estrema popolarità dell'inno fu il periodo successivo all'Atto del 23 agosto 1944, quando venne cantato spontaneamente dalla popolazione e fu trasmesso spesso sulla radio nazionale.

### Dal regime comunista ad oggi
Nel 1948, dopo il colpo di Stato comunista, l'Inno reale venne bandito, così come Deșteaptă-te, Române! e altri canti patriottici romeni, sanzionando col carcere ogni sua esecuzione. Al posto del vecchio inno il governo adottò Zdrobite cătuşe (Catene spezzate), scritto da Aurel Baranga, musicato da Matei Socor e con un testo inneggiante alla rivoluzione proletaria. La composizione venne poi sostituita cinque anni dopo con Te slăvim, Românie (Ti glorifichiamo, Romania), scritto da Eugen Frunză e Dan Deşliu e musicato sempre da Socor.
Con l'avvento del comunismo nazionale all'inizio degli anni sessanta, molti canti patriottici antecedenti all'avvento del regime vennero riportati in auge. Deșteaptă-te, Române!, tuttavia, ebbe una riabilitazione solo parziale, che portò però la sua melodia a esser suonata legalmente. Ciò era dovuto probabilmente al conducător Nicolae Ceauşescu, il quale, nel costruire la sua immagine sia di successore dei leader romeni del passato sia di uomo della provvidenza, pare fosse infastidito dal testo dell'inno, che cita Traiano, Stefano il Grande ed altri. Ciononostante nel 1966, durante una rievocazione storica a Râmnicu Vâlcea, la folla cantò spontaneamente Deșteaptă-te, Române! e il segretario del PCR, lì presente, seguì la melodia anche se non conosceva tutto il testo; inoltre egli, nel suo ultimo discorso pubblico del 1989, citò gli ultimi due versi dell'inno ("Murim mai bine-n lupte, cu glorie deplină/ Decît să fim sclavi iaraşi în vechiul nost'pămînt!").

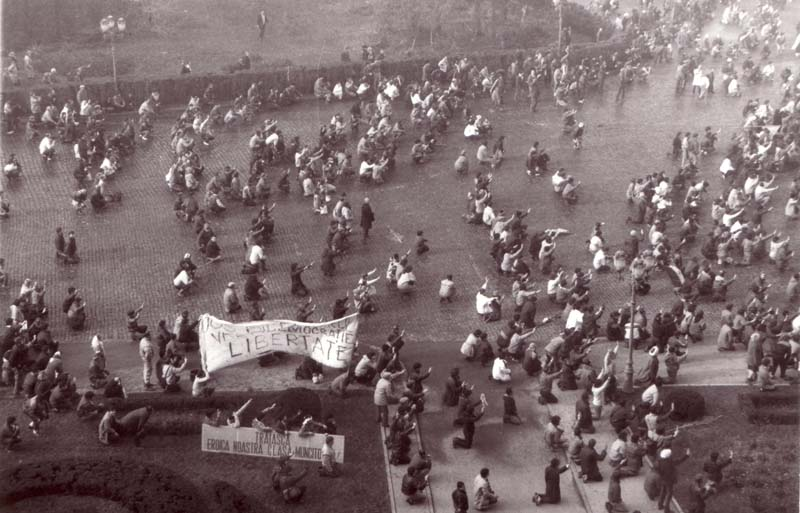
Manifestanti a Bucarest nel 1989

Nel 1974 Ceaușescu, volendo ulteriormente collegare il suo regime con gli antichi ideali patriottici, impose il cambio dell'inno. Dopo aver tentato senza successo di adottare Pe-al nostrul steag e scris Unire, nel 1977 fu scelto lo storico canto patriottico Trei culori, composto ai tempi della lotta anti-turca da Ciprian Porumbescu.
In pieno clima di rivoluzione, la mattina del 18 dicembre, a Timișoara, un gruppo di 30 persone avanzò verso la cattedrale ortodossa sfidando la legge marziale in vigore e sventolando bandiere rumene da cui era stato rimosso lo stemma comunista. Fermatisi davanti alla chiesa, iniziarono a cantare Deșteaptă-te, Române, canto malvisto dal regime comunista, consapevoli che sarebbero stati fucilati dalle autorià del governo.
La caduta di Ceaușescu nel 1989 provocò la sostituzione con l'inno attuale, anche lui derivato dalle antiche lotte patriottiche. In tal modo la Romania ha avuto nella sua storia in successione ben cinque inni nazionali e detiene in Europa il primato del cambio di inni nazionali. Ad ogni modo Trei culori rimane per i romeni un canto patriottico di forte impatto, la sua sostituzione fu dovuta soltanto al fatto che era stato collegato all'epoca di Ceaușescu. È interessante ricordare che un'altra sua canzone patriottica venne adottata come base musicale per l'inno albanese ad opera del poeta Drenova nel 1912, quando Porumbescu era già morto da ventinove anni.
Nel 1991 Deșteaptă-te, Române! fu scelto come inno nazionale della Moldavia, dato che il neopresidente Mircea Snegur stava pensando all'unificazione con la Romania; tuttavia, a causa dei dissidi col Fronte Popolare Moldavo e l'esito negativo di un referendum sull'unione con lo Stato romeno, nel 1994 venne sostituito con Limba noastră.

## Testo
L'inno presenta, nella sua versione ufficiale, undici strofe, delle quali quattro (la prima, la seconda, la quarta, e l'undicesima), a norma di legge, sono quelle cantate nella versione ridotta.
| Testo in romeno | Traduzione in italiano |
| Deșteaptă-te, române, din somnul cel de moarte, În care te-adânciră barbarii de tirani! Acum ori niciodată, croiește-ți altă soarte, La care să se-nchine și cruzii tăi dușmani. Acum ori niciodată să dăm dovezi la lume Că-n aste mâni mai curge un sânge de roman, Și că-n a noastre piepturi păstrăm cu fală-un nume Triumfător în lupte, un nume de Traian! Înalță-ți lata frunte și caută-n giur de tine, Cum stau ca brazi în munte voinici sute de mii; Un glas ei mai așteaptă și sar ca lupi în stâne, Bătrâni, bărbați, juni, tineri, din munți și din câmpii! Priviți, mărețe umbre, Mihai, Ștefan, Corvine, Româna națiune, ai voștri strănepoți, Cu brațele armate, cu focul vostru-n vine, „Viața-n libertate ori moarte!“ strigă toți. Pre voi vă nimiciră a pizmei răutate Și oarba neunire la Milcov și Carpați! Dar noi, pătrunși la suflet de sfânta libertate, Jurăm că vom da mâna, să fim pururea frați! O mamă văduvită de la Mihai cel Mare Pretinde de la fii-și azi mână d-ajutori, Și blastămă cu lacrămi în ochi pe orișicare, În astfel de pericul s-ar face vânzători! De fulgere să piară, de trăsnet și pucioasă, Oricare s-ar retrage din gloriosul loc, Când patria sau mama, cu inima duioasă, Va cere ca să trecem prin sabie și foc! N-ajunse iataganul barbarei semilune, A cărui plăgi fatale și azi le mai simțim; Acum se vâră cnuta în vetrele străbune, Dar martor ne e Domnul că vii nu o primim! N-ajunse despotismul cu-ntreaga lui orbie, Al cărui jug din seculi ca vitele-l purtăm; Acum se-ncearcă cruzii, în oarba lor trufie, Să ne răpească limba, dar morți numai o dăm! Români din patru unghiuri, acum ori niciodată Uniți-vă în cuget, uniți-vă-n simțiri! Strigați în lumea largă că Dunărea-i furată Prin intrigă și silă, viclene uneltiri! Preoți, cu crucea-n frunte căci oastea e creștină, Deviza-i libertate și scopul ei preasfânt. Murim mai bine-n luptă, cu glorie deplină, Decât să fim sclavi iarăși în vechiul nost'pământ! | Risvégliati, romeno, dal sonno della morte, Nel quale t'hanno sprofondato i barbari tiranni! Ora o mai più ritàgliati un'altra sorte al quale dovranno inchinarsi anche i tuoi crudeli nemici! Ora o mai più diam prova al mondo Che in queste vene ancora scorre del sangue romano, E che nei nostri petti conserviamo con orgoglio un nome Trionfatore in battaglia, il nome di Traiano! Alza la tua fronte e guardati attorno Come stanno sui monti, quali abeti, centinaia di migliaia di valorosi: Un cenno solo essi aspettano, e scenderanno a corsa, quai lupi all'ovile. Uomini, vecchi e giovani, dai monti e dai campi. Guardate, grandiose ombre, Michele, Stefano, Corvino La Nazione romena, i vostri discendenti Con in mano le armi, col vostro fuoco nelle vene "Vita in libertà, oppure morte", gridano tutti. Voi siete annichiliti dal reo odio E dalla cieca disunione al Milcovo e ai Carpazi; Ma noi, coll'anima infiammata di santa libertà, Giuriamo di darci a mano per essere sempre fratelli. Una mamma vedova dal tempo di Michele il Grande Pretende dai figli oggi un aiuto, E maledice con lacrime agli occhi chiunque, Davanti a un tale pericolo, abbia intenzione di farsi traditore! Possa morire folgorato Chiunque si ritiri dal glorioso luogo, Quando la patria, o la madre, con cuore tenero, Chiederà di passare attraverso spade e fuoco! Non bastò la scimitarra della barbara Mezzaluna, La cui piaga fatale ancor oggi sentiamo; Ormai anche la frusta vorrebbe spingersi nelle case degli avi, Ma testimonio ci è Iddio, che vivi non la vogliamo. Non bastò il despotismo in tutta la sua durezza, Il cui giogo da secoli come bestie portiamo; Ormai vogliono tentare, i crudeli, nella loro cieca superbia Di rapirci anche la lingua; ma solo morti la daremo! Romeni dai quattro angoli del paese, ora o mai più Unitevi nella coscienza, unitevi nei sentimenti! Gridate al mondo intero che il Danubio è rubato Con intrigo e disgusto, complotti maligni! Preti, con la croce in fronte, poiché l'Esercito è cristiano, Il motto è libertà e santo il suo scopo. Meglio morire in lotta, in piena gloria Che restare schiavi nella nostra antica terra! |